# Lays-sur-le-Doubs
Lays-sur-le-Doubs är en kommun i departementet Saône-et-Loire i regionen Bourgogne-Franche-Comté i östra Frankrike. Kommunen ligger i kantonen Pierre-de-Bresse som tillhör arrondissementet Louhans. År 2022 hade Lays-sur-le-Doubs 162 invånare.

## Befolkningsutveckling
Antalet invånare i kommunen Lays-sur-le-Doubs
| Referens: INSEE |